# Ония III
Ония III, также Ониас или Оний (др.-евр. חוניו‬; др.-греч. Όνίας; лат. Onias), — иудейский первосвященник в Иерусалиме с 177 по 176 год до н. э., во времена Второго Храма. Ветхозаветный персонаж (2Мак. 3:4, 5). Сын и преемник первосвященника Симона II. Он был человек благочестивый и своими добродетелями приобрёл себе великую славу, но жил в бурные времена и незаслуженно подвергся гонению, ненависти, ссылке и насильственной смерти при Антиохе Епифане.

## Биография
Ония III — сын и преемник первосвященника Симона II. По сохранившимся о нём сведениям, это был религиозно настроенный человек, который, не в пример эллинистам своего времени, боролся за еврейское народное дело.
Селевк IV Филопатр принял на себя все издержки по Храму и был дружелюбно настроен по отношению к евреям, но по внушению одного предателя, по имени Симон Вениаминит, он решил овладеть сокровищницей храма. По доносу этого попечителя храма, что в иерусалимском храме находятся бесчисленные сокровища, которые могут быть отобраны в царскую казну, Селевк Филопатор послал для похищения сокровищ Илиодора; но попытка его не увенчалась успехом (2Мак. 3). Ония, на которого указал Симон, как на виновника случившегося для своего оправдания, должен был отправиться к царю.
Сирийский двор никогда не мог простить произошедшего первосвященнику: по восшествии на престол Антиоха Эпифана IV Ония был вынужден уступить сан своему брату Иасону (2Мак. 4:7). Честолюбивый брат Онии, Иисус (в угоду грекам переименовавший себя в Иасона), домогаясь первосвященнического достоинства, купил его за огромные деньги у царя и низложил брата.
По Второй книге Маккавейской, Менелай вовсе не был ааронидом, а происходил из колена Вениамина. Когда же Менелай овладел некоторой частью храмовой утвари, чтобы добиться расположения сирийской знати, Ония публично обвинил его в ограблении храма, отчего и вынужден был бежать в город Дафну, где искал убежище поблизости к Антиоху. При помощи правителя Андроника (Andronicus) Менелай умертвил Онию (2Мак. 4:23—38).
Смерть Онии равно огорчила евреев и неевреев. По возвращении царя, Андроник был казнён (2Мак. 4:4—29—39).

### Отцовство
Сын — Ония IV — удалился в Египет и, пользуясь благосклонностью Птолемея Филометора, построил в Гелиопольской провинции храм, подобный иерусалимскому (храм Ониаса).

## Легенды
Οния III является центральной фигурой легендарной истории позднейшего происхождения. Византийская «Пасхальная хроника» VII века говорит, что Ония находился на своем посту в течение 24-х лет, относя, таким образом, начало его правления ко времени египетских царей. Но краткая византийская хроника «Chronographeion Syntomon» следует Иосифу Флавию, отмечая «другого Онию» в качестве преемника Ония III, имея, по всей вероятности, в виду Менелая.